# Agnes Marshall
Agnes Bertha Marshall (Walthamstow, 24 de agosto de 1855-Pinner, 29 de julio de 1905) fue una empresaria culinaria inglesa. Se convirtió en una escritora de cocina líder en el período victoriano y fue apodada la "Reina de los helados" por sus trabajos sobre helados y otros postres helados. En un tiempo anterior a la refrigeración doméstica práctica, su éxito aumentó la demanda en Londres de hielo importado de Noruega.

## Primeros años
Marshall nació en Walthamstow, Essex (ahora en East London). Su padre, John Smith, era empleado, pero murió cuando ella era joven y su viuda, Susan, se volvió a casar. Los comienzos de Marshall sigue siendo oscura, pero más tarde se escribió en la Pall Mall Gazette que estudió cocina desde una edad temprana y «practicó en París y con los célebres chefs de Viena». Se casó con Alfred William Marshall en 1878.

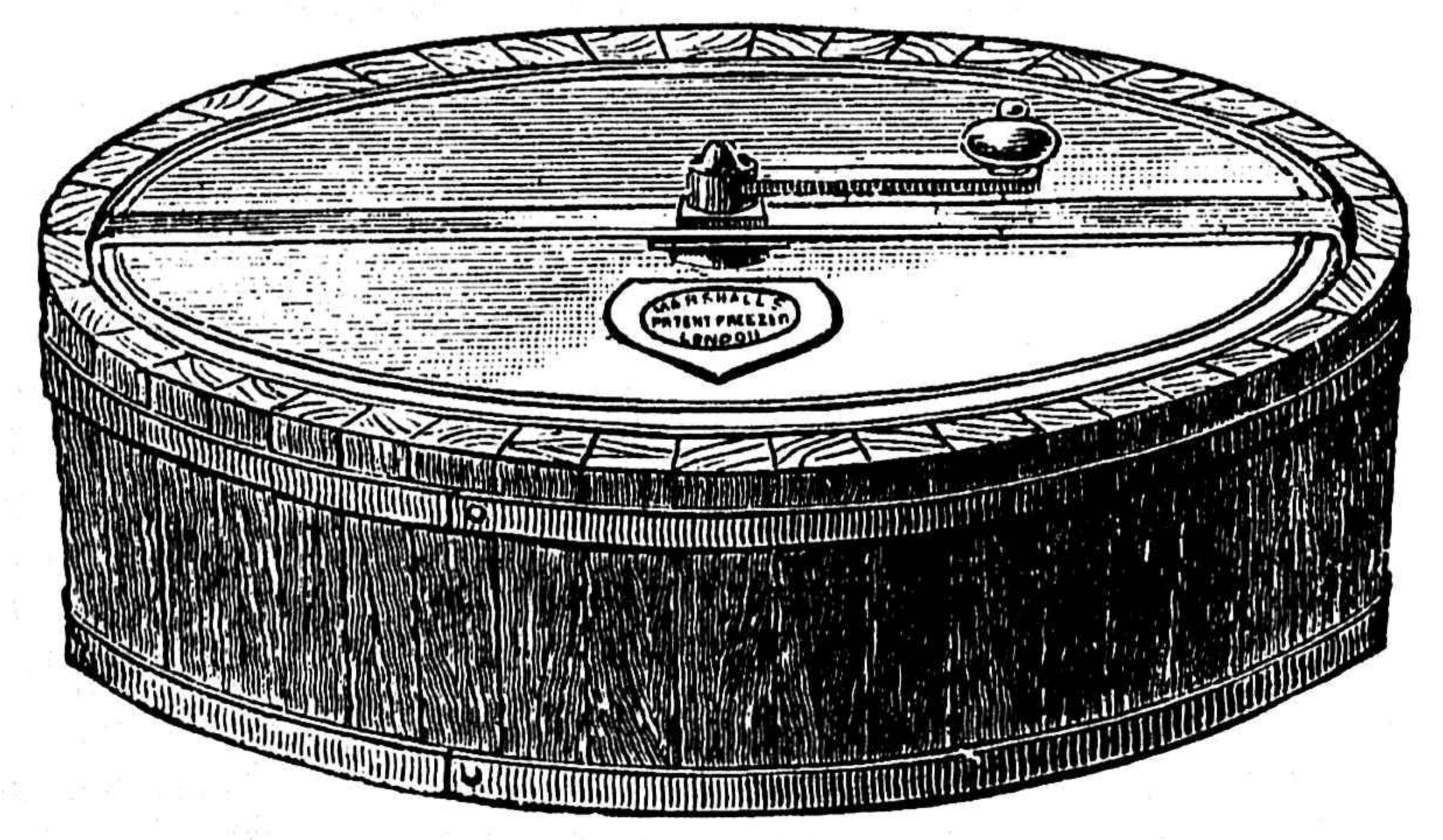
Máquina para hacer helados patentada de Marshall

## Libros y escuela
Agnes Marshall escribió cuatro libros: The Book of Ices (1885, reeditado en 2018 por la Sra. AB Marshall), Mrs. A. B. Marshall's Book of Cookery (1888), Mrs. A. B. Marshall's Larger Cookery Book of Extra Recipes (1891), y su Fancy Ices (1894). Su libro de cocina de 1888 incluía una receta de «cornetas con crema», posiblemente la primera publicación del cono de helado comestible. También dio conferencias públicas sobre cocina y dirigió una agencia para personal doméstico.
Se le concedió una patente en 1885 por una máquina de helados mejorada que podía congelar medio litro de helado en cinco minutos. También sugirió usar nitrógeno líquido para hacer helado, un método que Heston Blumenthal usa hoy en su restaurante de tres estrellas Michelin The Fat Duck.
Con su esposo, estableció la Marshall School of Cookery en Mortimer Street, en el centro de Londres, en 1883, y publicó una revista semanal, The Table, desde 1886. La pareja también vendió utensilios y equipo de cocina.

## Caída fatal
Marshall se cayó de un caballo en 1904 y nunca se recuperó del todo. Murió en Pinner al año siguiente y fue incinerada en el crematorio de Golders Green.
Después de su muerte, su patrimonio y los derechos de sus libros fueron vendidos al editor de Isabella Beeton, Ward Lock, «que tenía poco interés en mantener sus recetas impresas». Su esposo se hizo cargo del negocio que habían dirigido juntos, pero fracasó. A diferencia de Beeton, Marshall se desvaneció rápidamente de la memoria pública.
Cuatro ensayos biográficos de Robin Weir, Peter Brears, John Deith y Peter Barham se publicaron en 1998 en un volumen titulado Mrs Marshall: the Greatest Victorian Ice Cream Maker, incluido un facsímil de su Book of Ices de 1885.

## Legado
El chef inglés Heston Blumenthal, ganador de múltiples estrellas Michelin, calificó a Marshall como «una de los pioneras culinarias más grandes que este país haya visto». Una tienda de helados de nitrógeno líquido que se inspiró en Marshall se abrió en 2014 en San Luis, Misuri y se llamó «Ices Plain & Fancy» por su libro.